# 나주 오씨
나주 오씨(羅州吳氏)는 전라남도 나주시를 본관으로 하는 한국의 성씨이다.

## 역사
고려 태조 비 장화왕후(莊和王后)의 조부는 오부돈(吳富伅)이고, 아버지는 오다련(吳多憐)이며, 아들은 고려 제2대 왕에 오른 혜종이다. 
관조 오숙규(吳淑珪)는 고려 중엽 진사를 지냈다고 한다. 이후 4대가 실전되어 전하지 않는다.
중랑장 오언(吳偃)을 기세조(起世祖)로 하여 세계를 이어오고 있다. 5세손 오자치(吳自治)가 이시애의 난을 평정하는 데 공을 세워 나성군(羅城君)에 봉해졌다. 금성 오씨(錦城 吳氏)라고도 한다. 

## 고려 왕실과 인척관계
- 고려 태조비 장화왕후(莊和王后)

## 인물

### 고려
- 오언(吳偃) : 고려조에 중랑장(中郞將)을 역임했다.
- 오계진(吳季眞) : 고려 때 중랑장(中郞將)을 지내고, 예빈시정(禮賓寺正)에 추증되었다.
- 오탁진(吳卓眞) : 호는 송은(松隱) 고려때 사마양시에 합격하여 진사가 되었으며, 학행으로 천거되어 정당문학에 제수되었으나 나아가지 않고 학문에만 전념했다.
- 오중달(吳仲達) : 자(字)는 가원(可遠), 호(號)는 남강(南江). 공민왕(恭愍王) 때 문과(文科)에 급제하고 정당문학을 거쳐 보문각·예문관 대제학을 역임했다.

### 조선
- 오자치(吳自治. ? ~ ?) : 시조 오언의 현손. 1467년 (세조 13) 이시애의 난 평정에 공을 세워 정충출기 적개공신(精忠出氣 敵愾功臣)에 책록되고, 병조참판을 지냈다. 이후 나성군(羅城君)에 봉해졌다가 노부(老父)의 봉양을 이유로 은퇴했다. 시호는 양평(襄平)이다. 1476년 (성종 7) 제작된 공신도상 초상은 보물 제1190호로 지정되었다.

- 오겸(吳謙. 1496년 ~ 1582년) : 오자치의 손자. 자는 경부(敬夫), 시호는 정간(貞簡)이다. 1532년(중종 27) 별시(別試)에 급제하여 1546년(명종 원년) 전라도관찰사가 되었다. 1550년(명종 5) 금양군(錦陽君)에 봉해지고, 호조참판, 예조판서, 판의금부사를 거쳐 1571년(선조 4) 좌찬성(左贊成)으로 지춘추관사가 되어 명종실록 편찬에 참여하고, 우의정에 이르렀다.

- 오희길(吳希吉. 1556년 ~ 1625년) : 오원(吳謜)의 손자. 아버지는 오언기(吳彦麒)이다. 자는 길지(吉之), 호는 도암(鞱庵). 하서 김인후의 제자인 금강 기효간(奇孝諫)의 문인이다. 1589년 천거로 후릉참봉(厚陵參奉)이 되었다가 1592년 (선조 25) 임진왜란이 일어나자 전주 경기전 참봉으로 전주사고의 실록을 내장산으로 봉안, 보존하여 다른 사고의 실록은  없어졌지만 오늘날 우리가 볼 수 있는 실록을 있게한 공로가 있었다. 임란 이후 폐정의 쇄신과 인심 수습책을 상소했으며, 벼슬은 현감에 이르렀다. 고창 월계정사에 제향되었다.

- 오희도(吳希道. 1583년 ~ 1623년) : 오원(吳謜)의 손자. 아버지는 오언표(吳彦彪)이며, 오희길과 사촌간이다. 자는 득원(得原). 1623년(인조 원년) 알성시(謁聖試)에 급제해 관직이 검열(檢閱)에 이르렀으나, 같은 해 두창(痘瘡)으로 객사했다.

- 오이익(吳以翼. 1618년 ~ 1666년) : 오희도(吳希道)의 3남. 자는 자서(子敍). 1652년(효종 3) 증광시(增廣試)에 급제하여 병조좌랑 겸 지제교를 지냈고, 함평현감(咸平縣監)에 나아가 선정을 베풀어 송덕비가 세워졌다. 무고로 유배된 뒤 벼슬을 그만두었다.

## 인구
- 1985년 6,003가구 26,245명
- 2000년 7,916가구 25,546명
- 2015년 나주 오씨 18,152명 + 금성 오씨 14,458명 = 32,610명

## 같이 보기
- 오 (성씨)